# Tobias Sana
Tobias Sana (1989. július 11.–) svéd válogatott labdarúgó, a Häcken játékosa. Mivel gyorsan mozog a pályán, ezért leginkább jobbszélsőként játszik. Édesanyja svéd, az édesapja pedig Burkina Fasó-i, ezért Sana kettős állampolgársággal rendelkezik. A két válogatott közül ő a svéd csapatot választotta mivel ebben az országban született. Profi karrierjét 2007-ben a svéd másodosztályú Qviding FIF csapatánál kezdte, majd átigazolt az elsőosztályú IFK Göteborg csapatához. Majd 2012-ben eligazolt Svédországból, és a világhírű holland AFC Ajax csapatának lett a játékosa és még jelenleg is itt játszik.
A svéd válogatottban életében először 2012. október 16-án lépett pályára Németország ellen. Ez egy vb-selejtező mérkőzés volt Berlinben, ami végül 4:4-gyel végződött.

## Pályafutása

### Qviding FIF
Sana a fiatalkorában két klubnál is szerepelt. Elsőként a Marieholms BolK csapatánál játszott, később pedig a Västra Frölunda IF csapatánál volt. Egészen 2007-ig játszott volt az utóbbi klubnál, mivel ekkor kapta meg első profi szerződését az akkor a svéd harmadosztályban szereplő Qviding FIF csapatától. Az első szezonjában még nem lépett pályára az első csapatban. Mivel megnyerték a 2007-es bajnokságot, így feljutották a másodosztályba, más néven a Superettanba. A 2008-as szezonban már tagja lett az első csapatnak is. Ebben a szezonban összesen 22 alkalommal lépett pályára és 2 gólt sikerült is lőnie. A szezon után átigazolt az elsőosztályban szereplő városi rivális IFK Göteborghoz.

### IFK Göteborg
Miután átszerződött az IFK Göteborg csapatához, 2009 április 11-én be is mutatkozott az új klubjában és a svéd első osztályban is. Ezen a mérkőzésen hazai pályán 6:0-ra győzték le a Djurgårdens IF csapatát. A 2009-es szezon elején az IFK csapatánál játszott, a szezon közepén visszatért előző klubjához kölcsönjátékra, a szezon végén pedig ismét visszatért jelenlegi csapatához. Az egész szezonban összesen 12 mérkőzésen lépett pályára és az egyetlen gólt amit szerzett, azt a Qviding FIF-nél eltöltött kölcsönjáték alatt szerezte. Az IFK csapatával ezüstérmesek lettek az első osztályban.
A következő - 2010-es - szezonban még nem volt alapembere a göteborgi csapatnak mivel az egész idényben csak 11-szer lépett pályára. Viszont a szezon végén megszerezte első gólját ebben a csapatban is. 2010 november 7-én, a Gefle IF ellen 2:2-vel véget ért hazai mérkőzésen volt először eredményes az IFK csapatánál.
A 2011-es szezonban már kezdőjátékosa lett csapatának. Viszont ebben a szezon annak ellenére, hogy 26 mérkőzésen lépett pályára egyetlenegyszer sem volt eredményes.
A 2012-es idény első felében is még az IFK Göteborg csapatánál játszott. Egészen július végéig játszott még itt. 11 alkalommal lépett pályára és 2-szer is eredményes tudott lenni. Annak ellenére, hogy az elmúlt szezonokban nem mutatott kimagasló játékot, az Eredivisie világhírű klubja az AFC Ajax kinézte magának Sana-t és augusztus elején le is igazolták őt 400 ezer euróért.

### AFC Ajax

#### 2012/2013
Augusztus 1-jén meg is kötötte 3 éves szerződését a klubbal. Miután átköltözött Amszterdamba, elkezdte a munkát az Ajaxnál. A csapat első tétmérkőzésén, a Holland Szuperkupa döntőjében még nem volt a keret tagja. Viszont nem kellett sokat várnia a debütálásra sem. A 2012/2013-as szezonban, csapata első mérkőzésén már pályára lépett. Ezt a mérkőzést augusztus 12-én hazai pályán játszotta az Ajax, az ellenfelük az AZ volt és a végeredmény pedig 2:2 lett. Sana csereként, a 46. percben lépett pályára élete első mérkőzésén az amszterdami csapatnál. Jól sikerült a debütálása, mivel jól is játszott és a szurkolók őt választották a mérkőzés második legjobbjának. Első góljára sem kellett sokat várnia a svéd szélsőnek. Már a 2. fordulóban, a NEC Nijmegen elleni idegenbeli mérkőzésen betalált. Itt már kezdőként lépett pályára és meg is hálálta az edző, Frank de Boer bizalmát. Az 1:6-ra megnyert mérkőzésen kétszer is betalált és ő lett a "Mérkőzés embere" is. Jól folytatódott a következő forduló is mind a csapatnak mind Sana-nak. Az augusztus 25-én, a NAC Breda ellen 5:0-ra megnyert találkozón is sikerült a góllövés, adott egy gólpasszt és ismét ő lett a mérkőzés legjobbja. Tehát a vártnál sokkal jobban indított Sana az Ajaxnál. Élete első mérkőzését a Bajnokok Ligájában szeptember 18-án játszotta. Kezdőként lépett pályára a Borussia Dortmund otthonában. Ezt a szoros mérkőzést végül a hazaiak nyerték meg 1:0-ra. Ezek után kicsit visszaesett a teljesítménye és ezért ki is került a kezdőcsapatból. Ezt a teljesítménycsökkenést edzője, Frank de Boer szerint a fáradtság okozta. Ezért több mérkőzésen nem is lépett pályára. Ennek ellenére a BL-csoportkörében csak egy mérkőzést hagyott ki. Karrierje szempontjából egy másik fontos mérkőzése december 16-án volt. Ez a Willem II Tilburg csapata ellen idegenben 2:4-re megnyert bajnoki mérkőzés volt. Ez volt Sana klubcsapatban lejátszott 100. tétmérkőzése. A szezon második felében pedig legtöbbször a Jong Ajax-ban lépett pályára. Új volt neki még az Ajax játékstílusa és ezért hozzá kellett szoknia. Viszont a bajnokságot sikerült megnyernie az Ajax-nak, így Sana az első évében azonnal bajnok lett csapatával.

#### 2013/2014
A következő, 2013/2014-es szezon elején legtöbbször a cserepadon kapott helyet magának az elsőcsapatban. Ha lehetőséghez jutott, akkor általában csereként.

### Válogatott
Karrierje során első alkalommal Svédország felnőtt válogatottjába október 12-én, a Feröer-szigetek elleni világbajnoki selejtezőre kapott meghívót. Ezen a mérkőzésen még nem lépett pályára. Viszont a debütálás nem váratott magára sokáig. A négy nappal később lejátszott fordulatos mérkőzésen Németország ellen lépett pályára először.

## Statisztika
2013. október 6.
| Szezon                | Klub                  | Bajnokság             | Bajnokság | Bajnokság | Kupa  | Kupa | Szuperkupa | Szuperkupa | Nemzetközi | Nemzetközi | Összes | Összes |
| Szezon                | Klub                  | Bajnokság             | Mérk.     | Gól.      | Mérk. | Gól. | Mérk.      | Gól.       | Mérk.      | Gól.       | Mérk.  | Gól.   |
| --------------------- | --------------------- | --------------------- | --------- | --------- | ----- | ---- | ---------- | ---------- | ---------- | ---------- | ------ | ------ |
| 2008                  | Qviding FIF           | Superettan            | 22        | 2         | 0     | 0    | 0          | 0          | 0          | 0          | 22     | 2      |
| 2009                  | Qviding FIF           | Superettan            | 7         | 1         | 0     | 0    | 0          | 0          | 0          | 0          | 7      | 1      |
| Qviding FIF összesen  | Qviding FIF összesen  | Qviding FIF összesen  | 29        | 3         | 0     | 0    | 0          | 0          | 0          | 0          | 29     | 3      |
| 2009                  | IFK Göteborg          | Allsvenskan           | 5         | 0         | 0     | 0    | 0          | 0          | 0          | 0          | 5      | 0      |
| 2010                  | IFK Göteborg          | Allsvenskan           | 11        | 1         | 0     | 0    | 0          | 0          | 0          | 0          | 11     | 1      |
| 2011                  | IFK Göteborg          | Allsvenskan           | 26        | 0         | 0     | 0    | 0          | 0          | 0          | 0          | 26     | 0      |
| 2012                  | IFK Göteborg          | Allsvenskan           | 11        | 2         | 0     | 0    | 0          | 0          | 0          | 0          | 11     | 2      |
| IFK Göteborg összesen | IFK Göteborg összesen | IFK Göteborg összesen | 53        | 3         | 0     | 0    | 0          | 0          | 0          | 0          | 53     | 3      |
| 2012/13               | AFC Ajax              | Eredivisie            | 13        | 4         | 1     | 1    | 0          | 0          | 5          | 0          | 19     | 5      |
| 2013/14               | AFC Ajax              | Eredivisie            | 4         | 0         | 0     | 0    | 0          | 0          | 0          | 0          | 4      | 0      |
| AFC Ajax összesen     | AFC Ajax összesen     | AFC Ajax összesen     | 17        | 4         | 1     | 1    | 0          | 0          | 5          | 0          | 23     | 5      |
| ÖSSZESEN              | ÖSSZESEN              | ÖSSZESEN              | 99        | 10        | 1     | 1    | 0          | 0          | 5          | 0          | 105    | 11     |

## Magánélete
Tobias Sana Svédországban, pontosabban Göteborgban született. Mivel anyja svéd, apja pedig burkina faso-i volt, így Sananak kettős állampolgársága van. Ennek köszönhetően döntenie kellett, hogy melyik válogatottat fogja választani. A burkina faso-i válogatott kifejezte érdeklődését a fiatal labdarúgó iránt, viszont Sana is kijelentette, hogy ő a svéd válogatottban szeretne játszani. Elsősorban azért, mivel ebben az országban született.

## Sikerek

### Csapat
AFC Ajax
- Eredivisie
  - Bajnok (2): 2012–13, 2013–14
- Kupa
  - Győztes (1): 2013

Malmö FF
- Allsvenskan
  - Bajnok (1): 2016

Aarhus GF
- Atlanti labdarúgó-kupa
  - Győztes (1): 2018